# Böhmerland

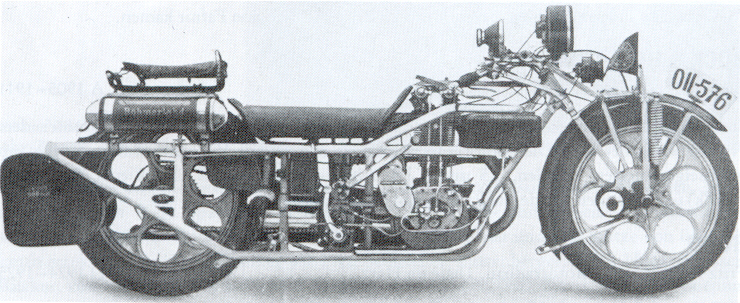
Podstawowa „długa” wersja motocykla 600 ccm

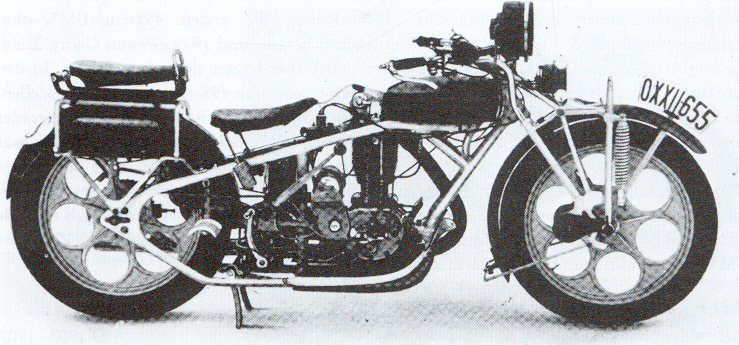
Wersja skrócona motocykla 600 ccm

Böhmerland lub Čechie – czechosłowacki producent motocykli o unikatowej konstrukcji, działający w latach 1924–1939.
Założycielem firmy Böhmerland był mechanik Albin Liebisch, jednocześnie konstruktor produkowanych przez nią motocykli. Pełna nazwa przedsiębiorstwa brzmiała Böhmerland Motorrad-Bau Albin Liebisch. Jego siedzibą było Schönlinde (czeska nazwa Krásná Lípa). Nazwa Böhmerland była niemieckim wariantem słowa „Czechy”, motocykle były sprzedawane także pod jej czeskim odpowiednikiem Čechie. Pierwszy prototyp motocykla Liebisch zbudował w 1922 roku, a pierwsze egzemplarze seryjnego modelu powstały w 1925.
Konstrukcja motocykli Böhmerland była nietypowa – są one uznawane za najdłuższe produkowane seryjnie motocykle na świecie i istniały nawet w wariancie trzyosobowym. Podstawowy model zbudowany był w oparciu o długą, zewnętrzną ramę z rur, dającą rozstaw kół 174 cm i długość całkowitą motocykla do 270 cm. W przedniej części rama obejmowała jednocylindrowy silnik czterosuwowy o pojemności 598 cm³ i mocy 16 KM przy 4000 obr./min, z wysokim pionowym cylindrem o długim skoku tłoka 120 mm (średnica cylindra 79,8 mm). Odkryty układ rozrządu OHV wymagał częstego smarowania oraz brudził nogi w czasie jazdy. Zbiornik paliwa nie znajdował się w typowym miejscu nad silnikiem – dwa cylindryczne 5-litrowe zbiorniki były umieszczone po obu stronach bagażnika nad tylnym kołem. Przed silnikiem, po prawej stronie ramy był zbiornik oleju, a po lewej mały zasobnik. Za silnikiem znajdowała się dwuosobowa kanapa, a nad tylnym kołem na bagażniku można było zamontować trzecie siedzenie. Za tylnym kołem z kolei można było przymocować do ramy zasobnik bagażowy. Zawieszenie przedniego koła miało skomplikowaną konstrukcję, na sprężynach, z systemem wahaczy. Kolejną unikatową w tym okresie cechą były tarcze kół, początkowo odlewane ze stopów aluminium, z okrągłymi otworami mającymi zmniejszyć masę, a później tłoczone ze stali. Nietypowy był również duży rozmiar kół – 27 cali. Silnik pozwalał teoretycznie osiągnąć prędkość 120 km/h.
W całym okresie produkcji podstawowy model motocykla podlegał niewielkim modernizacjom. Od końca lat 20. XX wieku wytwarzano także model ze zbiornikiem paliwa 10 l umieszczonym klasycznie, w przedniej części ramy (część motocykli posiadała przy tym dodatkowo zbiorniki z tyłu). Istniała też wersja z wózkiem bocznym. Produkowano ponadto model sportowy o skróconej ramie, z mocą silnika podniesioną do 24 KM, na którym sam Albin Liebisch brał udział w wyścigach. Z powodu niekonwencjonalnej konstrukcji i wysokiej ceny motocykle Böhmerland cieszyły się jednak umiarkowanym powodzeniem wśród zwykłych nabywców.
W 1937 firma wyprodukowała nowy model, także o dość nietypowej konstrukcji. Napęd stanowił mniejszy silnik dwusuwowy o pojemności 346 cm³ i mocy 9 KM, z oryginalnym systemem przepłukiwania cylindra za pomocą aż 9 kanałów.
Podczas okupacji Czechosłowacji przez Niemcy fabryka zaprzestała produkcji, choć zajmowała się remontami motocykli. Po 1945 zakłady zostały przejęte przez państwo, a Liebisch emigrował do Niemiec.

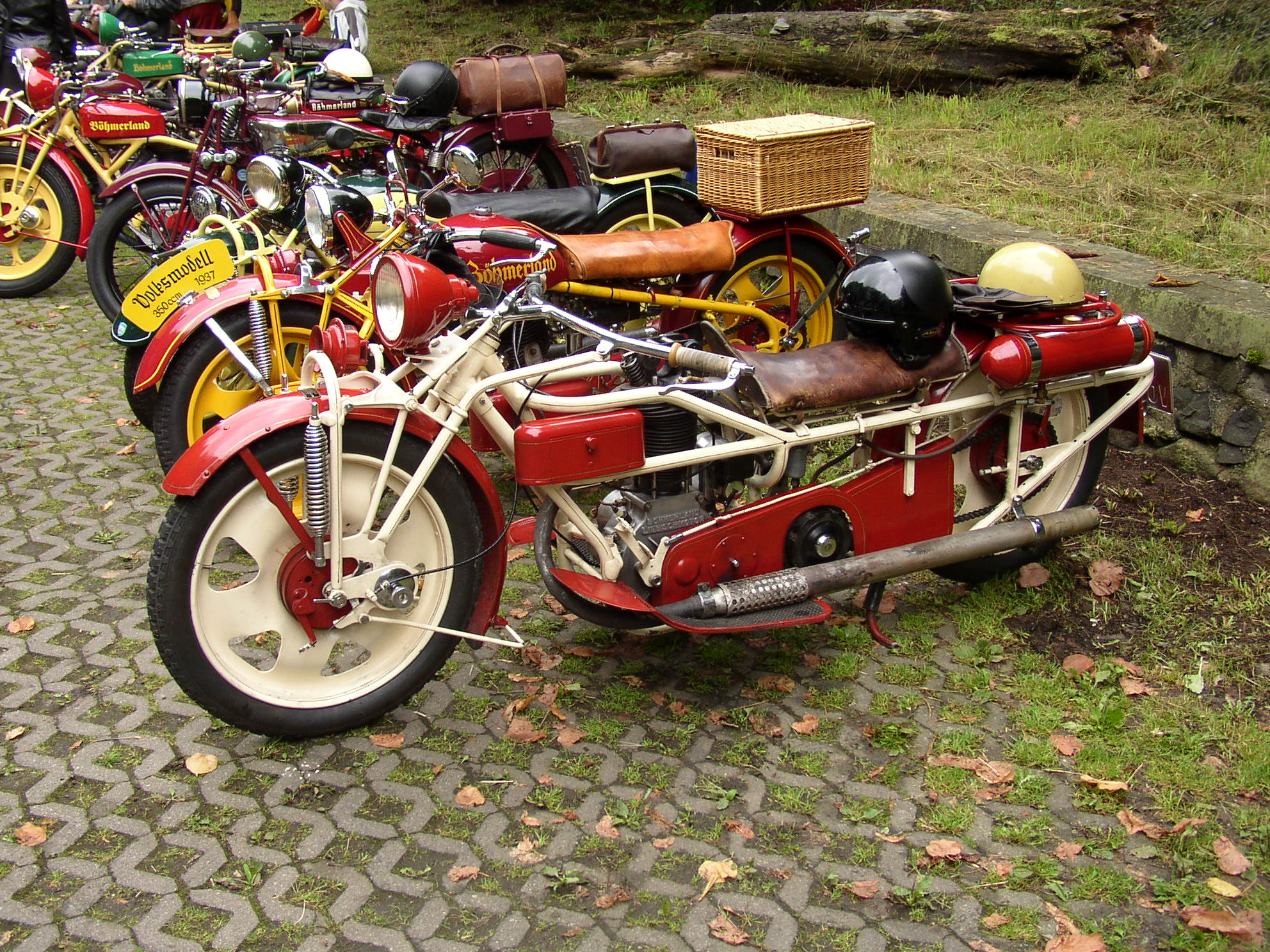
Podstawowa „długa” wersja 600 ccm
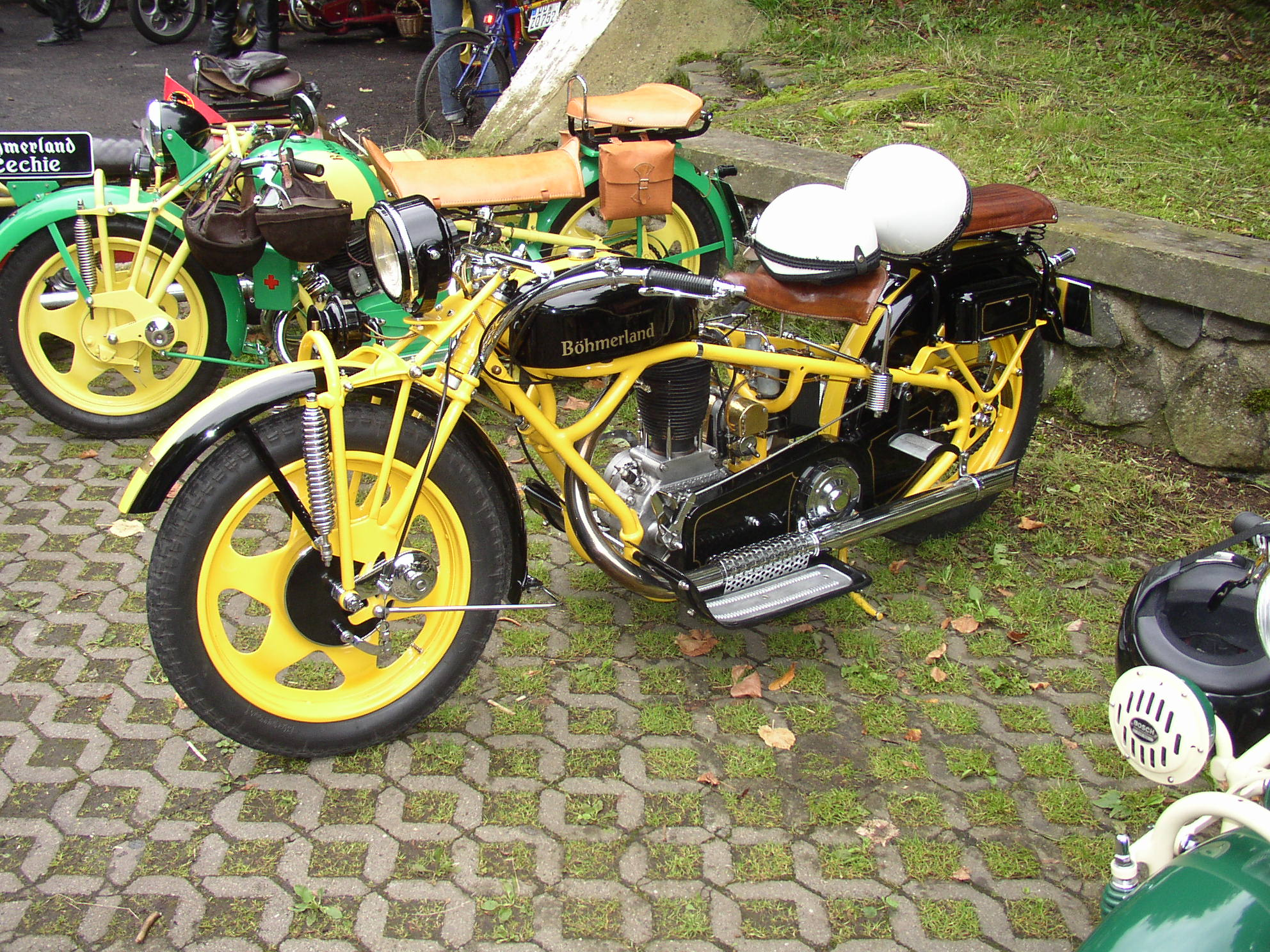
Wersja skrócona 600 ccm
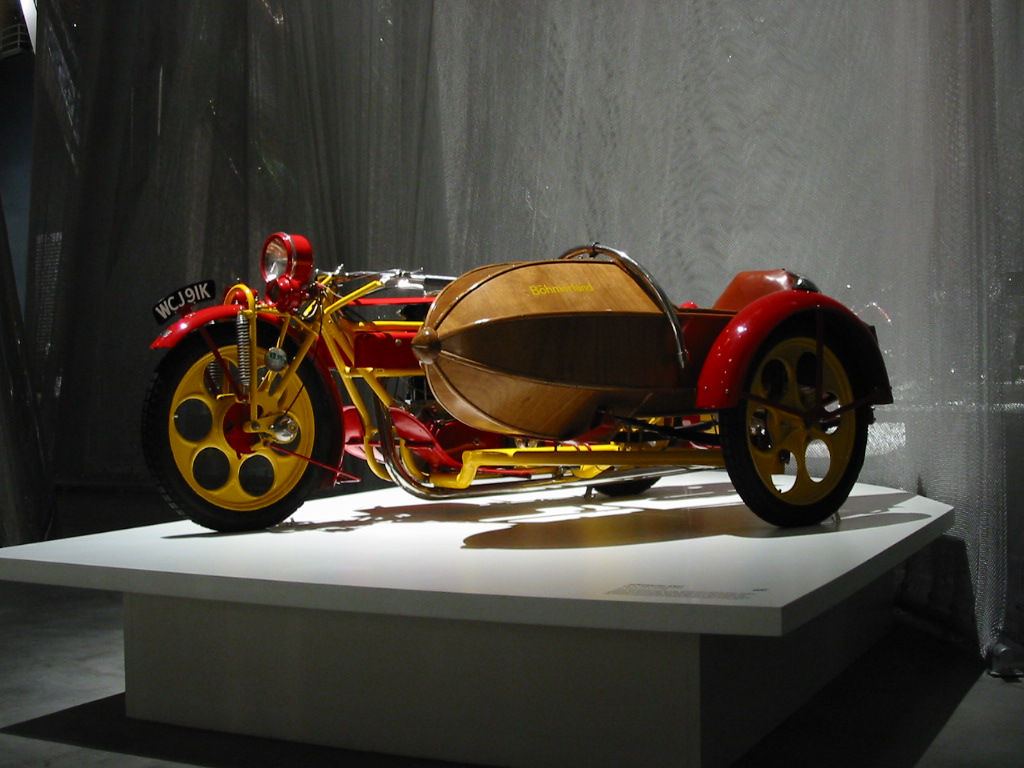
Motocykl z wózkiem bocznym